# Bastille (Band)
Bastille (Eigenschreibweise BΔSTILLE) ist eine vierköpfige britische Indie-Rockband aus dem Süden Londons.

## Bandgeschichte
Bastille war ursprünglich ein Soloprojekt des Singer-Songwriters Dan Smith, das er 2010 mit drei Freunden zur Band ausbaute. Die Band ist nach dem 14. Juli benannt, da Leadsänger Dan Smith an diesem Tag Geburtstag hat. Der Tag wird in Frankreich als Nationalfeiertag zur Erinnerung an den Sturm auf die Bastille zelebriert. Die Band veröffentlichte ihre Musik zunächst in Form von Mixtapes im Internet, wobei Filmfan Smith für die Videos ohne Rücksicht auf das Copyright auch Filmszenen zusammenschnitt. Die gewonnene Aufmerksamkeit verhalf ihnen zu Auftritten bei Festivals, wie dem in Glastonbury und schließlich zu einem Plattenvertrag mit einem Indie-Label. Danach tourten sie durch Großbritannien, die Vereinigten Staaten und Südafrika.
Die Vinyl-Debütsingle mit den Songs Flaws und Icarus erschien im Juli 2011. Es folgte die Laura Palmer EP als Hommage an die gleichnamige Figur der TV-Serie Twin Peaks. Das darauf enthaltene Lied Overjoyed wurde 2012 die erste Veröffentlichung, nachdem sie von EMI/Virgin unter Vertrag genommen worden waren. Mit der Wiederveröffentlichung von Flaws als reguläre Single und Download erreichten sie im Herbst 2012 Platz 21 in den UK-Charts. Im Februar 2013 veröffentlichte Bastille ihre vierte Single Pompeii, die ein großer Erfolg wurde. Sie landete in den UK-Charts auf Platz 2 und platzierte sich auch in den deutschen Charts auf Platz 6.
Ihr Debütalbum Bad Blood erreichte eine Woche nach der Veröffentlichung Platz 1 in den UK-Charts. Im September 2016 erschien das zweite Album Wild World und im Juni 2019 das dritte Album Doom Days.

## Mitglieder
- Daniel „Dan“ Campbell Smith (* 14. Juli 1986) Gesang, studierte englische Literatur an der University of Leeds
- Kyle Jonathan Simmons (* 5. Februar 1988) – Keyboard, wird in der Band als „Allrounder“ eingesetzt, da er viele verschiedene Musikinstrumente beherrscht. Er trat als Letzter der Band bei, nachdem Frontmann Smith ihn auf der Party eines gemeinsamen Freundes dazu einlud. Obwohl auch Simmons die University of Leeds besuchte, lernten sich er und Dan Smith erst später durch gemeinsame Freunde kennen
- William „Will“ Farquarson (* 22. September 1983) – Bass
- Christopher „Woody“ Wood (* 6. Juli 1985) – Schlagzeug und Background-Gesang, arbeitete zuvor unter anderem als Schlagzeuglehrer
- Charlie Barnes – Tour-Mitglied – Keyboard

## Sonstiges
Die 2013 veröffentlichte Auskopplung Of the Night ist ein Mashup von Coronas The Rhythm of the Night und Rhythm Is a Dancer von Snap!.

## Diskografie
Studioalben

| Jahr | Titel                                                        | Höchstplatzierung, Gesamtwochen, AuszeichnungChartplatzierungen (Jahr, Titel, Platzierungen, Wochen, Auszeichnungen, Anmerkungen) | Höchstplatzierung, Gesamtwochen, AuszeichnungChartplatzierungen (Jahr, Titel, Platzierungen, Wochen, Auszeichnungen, Anmerkungen) | Höchstplatzierung, Gesamtwochen, AuszeichnungChartplatzierungen (Jahr, Titel, Platzierungen, Wochen, Auszeichnungen, Anmerkungen) | Höchstplatzierung, Gesamtwochen, AuszeichnungChartplatzierungen (Jahr, Titel, Platzierungen, Wochen, Auszeichnungen, Anmerkungen) | Höchstplatzierung, Gesamtwochen, AuszeichnungChartplatzierungen (Jahr, Titel, Platzierungen, Wochen, Auszeichnungen, Anmerkungen) | Anmerkungen                             |
| Jahr | Titel                                                        | DE | AT | CH | UK | US | Anmerkungen                             |
| ---- | ------------------------------------------------------------ | --- | --- | --- | --- | --- | --------------------------------------- |
| 2013 | Bad Blood / All This Bad Blood                               | DE23 Platin · (53 Wo.)DE | AT31 Platin · (28 Wo.)AT | CH15 (37 Wo.)CH | UK1 ×3Dreifachplatin · (128 Wo.)UK                                                                                                | US11 Platin · (86 Wo.)US | Erstveröffentlichung: 4. März 2013      |
| 2016 | Wild World                                                   | DE6 (6 Wo.)DE | AT5 (3 Wo.)AT | CH5 (5 Wo.)CH | UK1 Gold · (24 Wo.)UK | US4 (7 Wo.)US | Erstveröffentlichung: 9. September 2016 |
| 2019 | Doom Days / Doom Days (This Got Out of Hand)                 | DE9 (3 Wo.)DE | AT10 (2 Wo.)AT | CH8 (4 Wo.)CH | UK4 Gold · (9 Wo.)UK | US5 (2 Wo.)US | Erstveröffentlichung: 14. Juni 2019     |
| 2022 | Give Me the Future / Give Me the Future + Dreams of the Past | DE15 (1 Wo.)DE | AT30 (1 Wo.)AT | CH28 (2 Wo.)CH | UK1 Silber · (3 Wo.)UK | US110 (1 Wo.)US | Erstveröffentlichung: 4. Februar 2022   |
| 2024 | & (Ampersand)                                                | DE31 (1 Wo.)DE | — | — | UK4 (1 Wo.)UK | — | Erstveröffentlichung: 25. Oktober 2024  |